# الشقيق (الأحساء)
قرية الشقيق (قديمًا كانت تُسمّى: الجريب) قرية تقع في الجزء الشمالي من مدينة المبرز بمحافظة الأحساء، يبلغ عدد سكانها 4256 نسمة. ذُكرت في كتاب حياة الإمام محمد بن عبد الوهاب عندما دخل الإمام سعود عام 1208 هـ إلى الأحساء لتأديب بعض من انشق عليه حيث دخل قرية الشقيق بعد حصار استمر يومين.وتقع قرى ومدن بجانبها مثل مدينتي العيون وجليجلة، وقرى القرين، الوزية والمراح.

## التسمية
سُميت بالشقيق لأنها كانت مُنشقة عن القري المجاورة لها قديماً بفعل الحروب.

## الخدمات والمرافق
بها ستة مساجد منها ثلاثة جوامع وفيها حلقات لتحفيظ القرآن الكريم.

### متحف القهوة[4]
يعد المتحف الذي يملكه عبد الله الهجرس واحد من أهم معالم قرية الشقيق حيث يحتوي علي وثائق تاريخية وأدوات تراثية وقصص تروي تاريخ حبة البن وصناعة القهوة. بالإضافة الي ذلك يشتمل المتحف علي مختبرا لإعداد عينات القهوة بأنواعها  ويهتم متحف القهوة بالتأثي  العلمي والثقافي للقهوة.

### نادي النجوم[5]
كما يعتبر نادي النجوم السعودي الذي تم تأسيسه عام 1396ه بمدينة الأحساء في قرية الشقيق واحد من أندية الدرجة الأولي في المنطقة الشرقية.

### المدارس
يوجد بها عدد من المدارس مثل مدرسة الشقيق الأبتدائية للأولاد ومدرسة الشقيق الأبتدائيه للبنات وثانوية الشقيق ل البنات والشقيق الثانوية بقرية الشقيق ومتوسطة الشقيق للبنين بقرية الشقيق.
ويوجد في قرية الشقيق أيضا قصر يسمى قصر السدارى ومكتب للبريد السعودي ومحلات تجارية وهي مركز إستراتيجي لبلدات شمال الأحساء.